# Kokainom i amfetaminom regulisani transkript
Kokainom i amfetaminom regulisani transkript (CART) je protein koji je kod ljudi kodiran CARTPT genom. CART učestvuje u nagrađivanju, hranjenju i stresu. On takođe manifestuje funkcionalna svojstva endogenog psihostimulansa.

## Funkcija
CART je neuropeptid koji služi kao neurotransmiter. On proizvodi slično ponašanje kod životinja sa kokainom i amfetaminom. On blokira efekte kokaina kad se zajedno doziraju. Ovaj peptid je prisutan u nekoliko oblasti, među kojima je i ventralna tegmentalna oblast (VTA) mozga. Kad se CART unese u VTA pacova, dolazi do povećane lokomotorne aktivnosti, što je jedan od znakova "centralne stimulacije" uzrokovane supstancama kao što su kokain i amfetamin. Pacovi takođe imaju tendenciju vraćanja na mesto gde im je data inekcija. To se naziva uslovnom preferencijom za mesto i javlja se nakon injekcije kokaina. CART je prisutan na istim lokacijama gde kokain i metamfetamin prvenstveno deluju u mozgu. Iz toga je izveden zaključak da CART verovatno deluje kao „endogeni kokain“.

## Spoljašnje veze
- cocaine-+and+amphetamine-regulated+transcript+protein на 